# Tamara Bösch
Tamara Bösch (født 5. juni 1989 i Lustenau) er en østrigsk tidligere håndboldspiller som spillede for HC Leipzig og HC Rödertal i Tyskland, LC Brühl Handball i Schweiz og HC Lustenau i Hjemlandet. Hun spillede også for østrigs håndboldlandshold.

## Meritter
- Schweiziske mesterskab:
  - Vinder: 2009, 2011, 2012

- Schweiziske cup:
  - Vinder: 2009, 2010, 2012, 2016